# محمد محيي الدين حمدي
محمد محي الدين حمدي شاعر مصري (19 مارس 1918 - 19 مارس 1987).
ولد حمدي في مدينة القاهرة، لكنه درس وعاش معظم سنواته في مدينة الإسكندرية الساحلية.

## أعماله الشعرية
تنوعت أعماله الشعرية ما بين الشعر العربي الفصيح والشعر العامي المصري والنثر، ومنها :
- إلى الخائفة
- إليها
- يا نفس
- وَحْيُ حُلْمٌ
- شكوى
- أنتِ لي
- الأولة آه والتانية آه والتالتة آه.

ومن أعماله النثرية :
- نحو تكامل اقتصادي. بالتعاون الجمركي والاشتراكية نبني الوحدة العربية.